# Pradera y matorral de Hobyo
La pradera y matorral de Hobyo es una ecorregión de la ecozona afrotropical, definida por WWF, que se extiende por la costa oriental de Somalia.

## Descripción
Es una ecorregión de desierto que ocupa 26.100 kilómetros cuadrados en el centro de la costa este de Somalia, desde el sur de Mogadiscio hasta 250 kilómetros al norte de Hobyo. Está situada entre la sabana arbustiva de Somalia y el océano Índico.
Se trata de una región de dunas costeras de 10 a 15 kilómetros de anchura que se convierte hacia el interior en sabana seca y semi-desierto.

## Estado de conservación
Vulnerable.